# John Howard Yoder

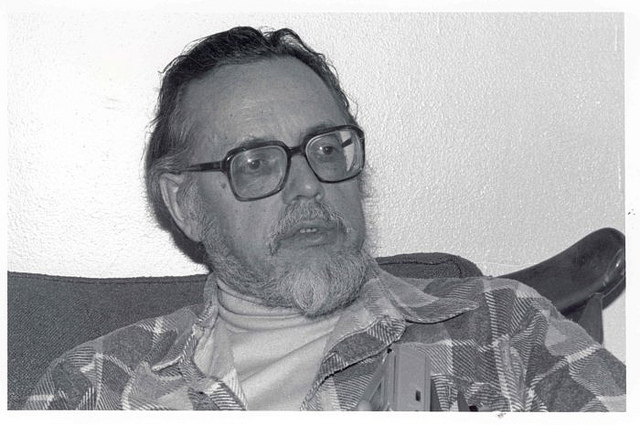
John Howard Yoder

John Howard Yoder (1927–1997) – amerykański teolog mennonicki, profesor uczelni amerykańskich.
Zajmował się etyką i teologią. Był profesorem Uniwersytetu Notre Dame w USA oraz Associated Mennonite Biblical Seminary. Jest uznawany za najwybitniejszego teologa mennonickiego XX wieku. Zajmował się m.in. zagadnieniami pacyfizmu.
Najbardziej jego znaną publikacją jest książka The Politics of Jesus.
Został oskarżony o popełnienie aktów molestowania seksualnego.